# Z-Boys
El Zephyr Competition Team (o Z-Boys) va ser un grup de patinadors de monopatí californians de mitjans de la dècada del 1970 de Santa Mònica i Venice. Originàriament format per 12 membres, els Z-boys van ser patrocinats per la botiga de surf i skate de Jeff Ho Surfboards and Zephyr Productions. El seu estil innovador basat en el surf i els seus moviments aeris van establir les bases del patinatge de monopatí vertical. La història dels Z-boys i la botiga Zephyr s'han popularitzat en llargmetratges com Lords of Dogtown i Dogtown and Z-Boys.

## Història
Els Z-boys van començar com un equip de surf per a la botiga de taules de surf Zephyr a Santa Mònica. Jeff Ho, Skip Engblom i Craig Stecyk van obrir la botiga el 1973 i aviat començaren a reclutar joves locals per a presentar-los en competicions de surf. Nathan Pratt, de 14 anys, va ser el primer membre de l'equip. Havia treballat a la botiga com a aprenent de modelador de taules de surf amb Ho, Engblom i Stecyk. En una entrevista a Juice Magazine Pratt va assenyalar:
Dins del nostre món, l'equip de surf era prioritari i l'equip de skate era secundari. Allen Sarlo, Tony Alva, Jay Adams, Stacy Peralta, Chris Cahill i jo érem a l'equip de surf abans que hi hagués cap equip de skate. Érem membres júniors de l'equip de surf juntament amb John Baum, Jimmy i Ricky Tavarez i Brian Walker. Nois com Ronnie Jay, Wayne Inouye, Wayne Saunders, Pat Kaiser, Barry Amos, Jeff Sibley, Bill Urbany i Adrian Reif eren els millors. La història, l'habilitat i els èxits de tots els membres de l'equip estava representat en aquestes samarretes. Després vam afegir-hi Bob Biniak, Wentzle Ruml, Paul Constantineau, Jim Muir, Shogo Kubo i Peggy Oki a l'equip de skate perquè la samarreta de l'equip representés un nombre major de persones".
El 1974, Allen Sarlo, Jay Adams, Tony Alva, Chris Cahill i Stacy Peralta es van unir a l'equip Zephyr. La majoria de l'equip vivia a la zona de Dogtown. Gràcies a la invenció de les rodes de poliuretà, els Z-boys van començar a fer la transició del seu estil de surf al monopatí.
El 1975, Cahill, Pratt, Adams, Sarlo, Peralta i Alva es van convertir en els primers membres de l'equip oficial de skate de Zephyr, i després s'hi van sumar Bob Biniak, Paul Constantineau, Jim Muir, Peggy Oki, Shogo Kubo i Wentzle Ruml, fins a ser 12. Inspirant-se en el surfista Larry Bertlemann, els Z-boys patinaven arrossegant les mans contra el terra com si estiguessin surfejant una onada.
La primera aparició dels Z-Boys en una competició de monopatí va tenir lloc als Mar Nationals de 1975. El concurs va ser la primera gran competició de skate des de mitjans dels anys 1960. El seu estil baix i agressiu a la secció d'estil lliure de la competició, tot i que innovador, va ser criticat per l'antic establishment de l'skateboarding. Això no obstant, la meitat dels classificats a la final eren membres de Zephyr (estil lliure: Jay Adams 3r, Tony Alva 4t; slalom: Dennis Harney 2n, Nathan Pratt 4t, estil lliure femení: Peggy Oki 1a). L'actuació dels Z-Boys va marcar l'inici d'un canvi en l'estil del patinatge de monopatí.
El 1976 i 1977, el sud de Califòrnia va experimentar una gran sequera que va contribuir al primer i quart anys més secs de la història de Califòrnia. En un esforç per conservar l'aigua, les cases del barri van buidar les piscines deixant bowls buits de formigó llis. Els Z-boys van aprofitar les parets inclinades de les piscines per a innovar pel que fa a l'skate aeri. Les fotografies de Craig Stecyk de les maniobres aèries dels Z-Boys van aparèixer a Skateboarder Magazine en una sèrie titulada «Dogtown Articles». L'obra de Stecyk va ajudar a augmentar la popularitat de l'skateboarding a finals del segle xx.
Després de l'èxit dels «Dogtown Articles», els Z-Boys van experimentar un augment significatiu de la seva popularitat. A causa del creixent interès de les empreses rivals, molts Z-Boys van optar per patrocinis més lucratius. El 1977, l'equip de competició de Zephyr havia deixat d'existir. Tot i la seva curta durada, els Z-Boys encara són considerats com un dels equips més influents de la història del monopatí.